# 루돌프 포바르니친
루돌프 파블로비치 포바르니친(우크라이나어: Рудольф Павлович Поварницын, 1962년 6월 13일 ~ )은 우크라이나의 전직 육상 선수로 소련을 대표했고 나중에 우크라이나를 대표했다.
그는 우크라이나에 살고있다.
루돌프 포바르니친의 키는 2.01m이고 몸무게는 75kg이다.

## 경력
그는 1985년 8월 11일에 소련 도네츠크에서 2.40m의 세계 신기록을 세웠다. 1985년 9월 4일 소련 선수 이고르 파클린이 2.41m로 경신하였다. 그는 1988년 하계 올림픽에서 동메달을 땄다.

## 참조
1. ↑  “육상 - 세계 기록 추이” (PDF). 《국제 올림픽 위원회》. 2006년 12월 29일에 확인함.